# Processo de decisão de Markov
Processo de decisão de Markov (PDM), nome que provém das cadeias de Markov, conceito desenvolvido pelo matemático russo Andrei Markov, também chamado de programa dinâmico estocástico ou problema de controle estocástico, é um modelo para tomada de decisão sequencial quando os resultados são incertos.
Originários da pesquisa operacional na década de 1950, os PDMs ganharam reconhecimento em uma variedade de campos, incluindo ecologia, economia, saúde, telecomunicações e aprendizagem por reforço, que utiliza a estrutura PDM para modelar a interação entre um agente de aprendizagem e seu ambiente. Nessa estrutura, a interação é caracterizada por estados, ações e recompensas. A estrutura do PDM foi projetada para fornecer uma representação simplificada dos principais elementos dos desafios da inteligência artificial. Esses elementos abrangem a compreensão de causa e efeito, a gestão da incerteza e do não determinismo e a busca de objetivos explícitos.